# Dašt-e Karkuluk
Dašt-e Karkuluk (perz. دشت قارقولوق) je vulkansko polje uz rijeku Aras u sjeverozapadnoj iranskoj pokrajini Zapadni Azarbajdžan, 10-ak km nizvodno od grada Poldašta. Vulkanska lokacija politički je podijeljena na dva dijela − manji iranski dio uz desni tok i veći koji pripada azerbajdžanskoj enklavi Nahčivan. Iranski dio uključuje krater približnog promjera od 300 m čiji obod doseže nadmorsku visinu od 807 m. Dašt-e Karkuluk u širem geološkom kontekstu pripada tektonski aktivnoj vulkanskoj regiji u kojoj se nalaze i Sahand, Sabalan, te Ararat u susjednoj Turskoj. Oblikovan je kroz pliocen, a pretpostavlja se da je posljednja vulkanska erupcija nastupila tijekom holocena.

## Poveznice
- Zemljopis Irana
- Popis iranskih vulkana